# Giải bóng đá nữ Vô địch Quốc gia 2016
Giải bóng đá nữ Vô địch Quốc gia 2016 (Tên gọi chính thức là: Giải bóng đá nữ Vô địch Quốc gia - Cúp Thái Sơn Bắc 2016) là giải đấu bóng đá lần thứ 19 của Giải bóng đá nữ vô địch quốc gia, giải đấu thường niên do VFF tổ chức. Giải diễn ra hai lượt đi và về, lượt đi diễn ra từ ngày 9 tháng 5 đến ngày 30 tháng 5 năm 2016 tại Sân vận động Hà Nam còn lượt về diễn ra từ ngày 22 tháng 8 đến ngày 12 tháng 9 năm 2016 trên Sân vận động Thống Nhất. Mùa giải này có 8 đội tham dự bao gồm: Hà Nội I, Hà Nội II, Thành phố Hồ Chí Minh I, Thành phố Hồ Chí Minh II, Sơn La, Phong Phú Hà Nam, Than Khoáng sản Việt Nam và TNG Thái Nguyên.

## Các đội bóng
| Số thứ tự | Đội bóng                 | Huấn luyện viên  | Đội trưởng           |
| --------- | ------------------------ | ---------------- | -------------------- |
| 1         | Hà Nội I                 | Nguyễn Duy Hùng  | Nguyễn Thị Muôn      |
| 2         | Hà Nội II                | Vũ Bá Đông       | Nguyễn Thị Kim Tiến  |
| 3         | Phong Phú Hà Nam         | Văn Thị Thanh    | Bùi Thị Như          |
| 4         | Sơn La                   | Lường Văn Chuyên | Lò Thị Thảnh         |
| 5         | Thành phố Hồ Chí Minh I  | Đoàn Thị Kim Chi | Đặng Thị Kiều Trinh  |
| 6         | Thành phố Hồ Chí Minh II | Lưu Ngọc Mai     | Nguyễn Thị Tuyết Mai |
| 7         | Than Khoáng sản Việt Nam | Đoàn Minh Hải    | Nguyễn Thị Hạnh      |
| 8         | TNG Thái Nguyên          | Đoàn Việt Triều  | Nguyễn Hải Hòa       |

## Cách tính điểm, xếp hạng
- Đội thắng: 3 điểm
- Đội hoà: 1 điểm
- Đội thua: 0 điểm

Tính tổng số điểm của các Đội đạt được để xếp thứ hạng.
- Nếu có từ hai Đội trở lên bằng điểm nhau, thứ hạng các Đội sẽ được xác định như sau: trước hết sẽ tính kết quả của các trận đấu giữa các Đội đó với nhau theo thứ tự: 
  - Tổng số điểm.
  - Hiệu số của tổng số bàn thắng trừ tổng số bàn thua.
  - Tổng số bàn thắng.

Đội nào có chỉ số cao hơn sẽ xếp trên.
Nếu các chỉ số vẫn bằng nhau, Ban tổ chức sẽ tổ chức bốc thăm để xác định thứ hạng của các Đội (trong trường hợp chỉ có hai đội có các chỉ số trên bằng nhau và còn thi đấu trên sân thì sẽ tiếp tục thi đá luân lưu 11m để xác định đội xếp trên).

## Phương thức thi đấu
Tám đội thi đấu vòng tròn hai lượt đi và về, mỗi lượt thi đấu tại hai địa phương đăng cai để tính điểm, xếp hạng. Chọn 04 đội xếp từ thứ Nhất đến thứ Tư vào thi đấu các trận Bán kết và chung kết.

## Lịch thi đấu và kết quả

### Lượt đi
Lượt đi diến ra trên Sân vận động tỉnh Hà Nam.
| Lượt | Ngày      | Giờ   | MT | Đội              | Kết quả | Đội              |
| 1    | 9/5/2016  | 16h00 | 1  | Phong Phú Hà Nam | 2 - 0   | Than KSVN        |
| 1    | 9/5/2016  | 18h40 | 2  | Sơn La           | 1 - 4   | TNG Thái Nguyên  |
| 1    | 10/5/2016 | 16h00 | 3  | TP.HCM II        | 0 - 5   | TP.HCM I         |
| 1    | 10/5/2016 | 18h30 | 4  | Hà Nội I         | 4 - 0   | Hà Nội II        |
| 2    | 12/5/2016 | 15h30 | 5  | Than KSVN        | 2 - 0   | Sơn La           |
| 2    | 12/5/2016 | 18h00 | 6  | TNG Thái Nguyên  | 0 - 1   | Phong Phú Hà Nam |
| 2    | 13/5/2016 | 16h00 | 7  | TP.HCM I         | 0 - 0   | Hà Nội I         |
| 2    | 13/5/2016 | 18h30 | 8  | Hà Nội II        | 3 - 2   | TP.HCM II        |
| 3    | 15/5/2016 | 16h00 | 9  | Phong Phú Hà Nam | 3 - 0   | Sơn La           |
| 3    | 15/5/2016 | 18h30 | 10 | TNG Thái Nguyên  | 2 - 0   | Than KSVN        |
| 3    | 16/5/2016 | 16h00 | 11 | TP.HCM II        | 0 - 5   | Hà Nội I         |
| 3    | 16/5/2016 | 18h30 | 12 | TP.HCM I         | 3 - 0   | Hà Nội II        |
| 4    | 19/5/2016 | 15h30 | 13 | TP.HCM II        | 0 - 2   | Than KSVN        |
| 4    | 19/5/2016 | 18h00 | 14 | TP.HCM I         | 1 - 1   | Phong Phú Hà Nam |
| 4    | 20/5/2016 | 16h00 | 15 | Hà Nội II        | 0 - 0   | Sơn La           |
| 4    | 20/5/2016 | 18h30 | 16 | Hà Nội I         | 3 - 0   | TNG Thái Nguyên  |
| 5    | 22/5/2016 | 16h00 | 17 | Phong Phú Hà Nam | 4 - 0   | TP.HCM II        |
| 5    | 22/5/2016 | 18h30 | 18 | Than KSVN        | 1 - 3   | TP.HCM I         |
| 5    | 23/5/2016 | 16h00 | 19 | Sơn La           | 0 - 6   | Hà Nội I         |
| 5    | 23/5/2016 | 18h30 | 20 | TNG Thái Nguyên  | 3 - 2   | Hà Nội II        |
| 6    | 26/5/2016 | 16h00 | 21 | Sơn La           | 0 - 2   | TP.HCM I         |
| 6    | 26/5/2016 | 18h30 | 22 | TNG Thái Nguyên  | 2 -0    | TP.HCM II        |
| 6    | 27/5/2016 | 16h00 | 23 | Than KSVN        | 0 - 2   | Hà Nội I         |
| 6    | 27/5/2016 | 18h30 | 24 | Phong Phú Hà Nam | 3 - 0   | Hà Nội II        |
| 7    | 29/5/2016 | 16h00 | 25 | TP.HCM II        | 0 - 0   | Sơn La           |
| 7    | 29/5/2016 | 18h30 | 26 | TP.HCM I         | 1 - 0   | TNG Thái Nguyên  |
| 7    | 30/5/2016 | 15h30 | 27 | Hà Nội II        | 0 - 2   | Than KSVN        |
| 7    | 30/5/2016 | 18h00 | 28 | Hà Nội I         | 1 - 1   | Phong Phú Hà Nam |

### Lượt về
Lượt về diễn ra trên Sân vận động Thống Nhất, Thành phố Hồ Chi Minh.
| Lượt | Ngày      | Giờ   | Sân        | MT | Đội              | Kết quả | Đội              |
| 8    | 22/8/2016 | 16h00 | Thống Nhất | 29 | TP.HCM I         | 1 - 0   | Phong Phú Hà Nam |
| 8    | 22/8/2016 | 18h40 | Thống Nhất | 30 | Than KSVN        | 2 - 0   | TP.HCM II        |
| 8    | 23/8/2016 | 16h00 | Thống Nhất | 31 | TNG Thái Nguyên  | 3 - 2   | Sơn La           |
| 8    | 23/8/2016 | 18h30 | Thống Nhất | 32 | Hà Nội I         | 4 - 0   | Hà Nội II        |
| 9    | 25/8/2016 | 16h00 | Thống Nhất | 33 | Phong Phú Hà Nam | 0-0     | Than KSVN        |
| 9    | 25/8/2016 | 18h30 | Thống Nhất | 34 | TP.HCM II        | 0-1     | TP.HCM I         |
| 9    | 26/8/2016 | 16h00 | Thống Nhất | 35 | Sơn La           | 0-5     | Hà Nội I         |
| 9    | 26/8/2016 | 18h30 | Thống Nhất | 36 | Hà Nội II        | 0-3     | TNG Thái Nguyên  |
| 10   | 28/8/2016 | 16h00 | Thống Nhất | 37 | TP.HCM I         | 4-1     | Than KSVN        |
| 10   | 28/8/2016 | 18h30 | Thống Nhất | 38 | TP.HCM II        | 0-4     | Phong Phú Hà Nam |
| 10   | 29/8/2016 | 16h00 | Thống Nhất | 39 | TNG Thái Nguyên  | 0-4     | Hà Nội I         |
| 10   | 29/8/2016 | 18h30 | Thống Nhất | 40 | Sơn La           | 2-3     | Hà Nội II        |
| 11   | 1/9/2016  | 16h00 | Thống Nhất | 41 | TNG Thái Nguyên  | 0-1     | Phong Phú Hà Nam |
| 11   | 1/9/2016  | 18h30 | Thống Nhất | 42 | Sơn La           | 0-3     | TP.HCM I         |
| 11   | 2/9/2016  | 16h00 | Thống Nhất | 43 | Hà Nội II        | 0-3     | Than KSVN        |
| 11   | 2/9/2016  | 18h30 | Thống Nhất | 44 | Hà Nội I         | 1-0     | TP.HCM II        |
| 12   | 4/9/2016  | 16h00 | Thống Nhất | 45 | TP.HCM I         | 4-0     | TNG Thái Nguyên  |
| 12   | 4/9/2016  | 18h30 | Thống Nhất | 46 | Phong Phú Hà Nam | 4-0     | Sơn La           |
| 12   | 5/9/2016  | 16h00 | Thống Nhất | 47 | Than KSVN        | 0-2     | Hà Nội I         |
| 12   | 5/9/2016  | 18h30 | Thống Nhất | 48 | TP.HCM II        | 0-0     | Hà Nội II        |
| 13   | 8/9/2016  | 16h00 | Thống Nhất | 49 | Than KSVN        | 2-0     | Sơn La           |
| 13   | 8/9/2016  | 18h30 | Thống Nhất | 50 | TP.HCM II        | 1-2     | TNG Thái Nguyên  |
| 13   | 9/9/2016  | 16h00 | Thống Nhất | 51 | Phong Phú Hà Nam | 0-1     | Hà Nội I         |
| 13   | 9/9/2016  | 18h30 | Thống Nhất | 52 | TP.HCM I         | 5-1     | Hà Nội II        |
| 14   | 12/9/2016 | 16h00 | Thống Nhất | 53 | TNG Thái Nguyên  | 0-3     | Than KSVN        |
| 14   | 12/9/2016 | 18h30 | Thống Nhất | 54 | Sơn La           | 1-0     | TP.HCM II        |
| 14   | 13/9/2016 | 16h00 | Thống Nhất | 55 | Hà Nội II        | 0-8     | Phong Phú Hà Nam |
| 14   | 13/9/2016 | 18h30 | Thống Nhất | 56 | Hà Nội I         | 0-0     | TP.HCM I         |

## Bảng xếp hạng
Nguồn:
| XH | Đội                      | Trận | Thắng | Hòa | Thua | BT | BB | HS  | Điểm | Vòng tiếp theo |
| -- | ------------------------ | ---- | ----- | --- | ---- | -- | -- | --- | ---- | -------------- |
| 1  | Hà Nội I                 | 14   | 11    | 3   | 0    | 38 | 1  | +37 | 36   | Bán kết        |
| 2  | Phong Phú Hà Nam         | 14   | 10    | 3   | 1    | 33 | 3  | +30 | 33   | Bán kết        |
| 3  | Thành phố Hồ Chí Minh I  | 14   | 10    | 3   | 1    | 41 | 5  | +36 | 33   | Bán kết        |
| 4  | Than Khoáng sản Việt Nam | 14   | 7     | 1   | 6    | 18 | 15 | +3  | 22   | Bán kết        |
| 5  | TNG Thái Nguyên          | 14   | 7     | 0   | 7    | 19 | 23 | -4  | 21   |                |
| 6  | Hà Nội II                | 14   | 2     | 2   | 10   | 8  | 41 | -33 | 8    |                |
| 7  | Sơn La                   | 14   | 1     | 2   | 11   | 5  | 36 | -31 | 5    |                |
| 8  | TP.Hồ Chí Minh II        | 14   | 0     | 2   | 12   | 3  | 41 | -38 | 2    |                |

## Vòng đấu loại trực tiếp
|  | Bán kết | Bán kết           | Bán kết          |                  |          | Chung kết | Chung kết | Chung kết |  |
|  |         |                   |                  |                  |          |           |           |           |  |
|  | 1       | Hà Nội I          | 2                |                  |          |           |           |           |  |
|  | 1       | Hà Nội I          | 2                |                  |          |           |           |           |  |
|  | 4       | Than KS Việt Nam  | 0                |                  |          |           |           |           |  |
|  | 4       | Than KS Việt Nam  | 0                |                  | Hà Nội I | Hà Nội I  | 0         |           |  |
|  |         |                   |                  |                  | Hà Nội I | Hà Nội I  | 0         |           |  |
|  |         |                   | TP.Hồ Chí Minh I | TP.Hồ Chí Minh I | 2        |           |           |           |  |
|  | 2       | Phong Phú Hà Nam  | TP.Hồ Chí Minh I | TP.Hồ Chí Minh I | 2        | 0         |           |           |  |
|  | 2       | Phong Phú Hà Nam  |                  |                  |          |           |           |           |  |
|  | 3       | TP. Hồ Chí Minh I | 1                |                  |          |           |           |           |  |

### Bán kết
| Hà Nội I             | 2–0      | Than Khoáng Sản Việt Nam |
| -------------------- | -------- | ------------------------ |
| Phạm Hải Yến 7', 11' | Chi tiết | Trịnh Thị Huệ 87'        |

| Phong Phú Hà Nam    | 0–1      | TP. Hồ Chí Minh I                                                            |
| ------------------- | -------- | ---------------------------------------------------------------------------- |
| Bùi Thị Như (6) 85' | Chi tiết | Nguyễn Thị Bích Thùy 75' · Nguyễn Thị Bích Thùy (27) 75' · Huỳnh Như (9) 81' |

### Chung kết
| Hà Nội I | 0–2      | Thành phố Hồ Chí Minh I                                                                                       |
| -------- | -------- | --- |
|          | Chi tiết | Chương Thị Kiều 28' · Huỳnh Như 40' · Lê Hoài Lương (5) 9' · Trần Thị Thùy Trang (14) 44' · Huỳnh Như (9) 76' |

## Tổng kết mùa giải
- Vô địch: Thành phố Hồ Chí Minh 1
- Á quân: Hà Nội 1
- Đồng hạng ba: Than Khoáng sản Việt Nam và Phong Phú Hà Nam
- Đội đoạt giải phong cách: Phong Phú Hà Nam
- Cầu thủ ghi nhiều bàn thắng nhất: Huỳnh Như (12 bàn, Thành phố Hồ Chí Minh 1)
- Cầu thủ xuất sắc nhất giải: Nguyễn Thị Minh Nguyệt (Hà Nội 1)
- Thủ môn xuất sắc nhất giải: Đặng Thị Kiều Trinh (Thành phố Hồ Chí Minh I)